# When the Heart Rules
Pour plus de détails, voir Fiche technique et Distribution.
When the Heart Rules est un film muet américain réalisé par Frank Beal et sorti en 1912.

## Fiche technique
- Réalisation : Frank Beal
- Scénario : William V. Mong, d'après une histoire de Everett McNeil
- Producteur :  William Selig
- Société de production : Selig Polyscope Company
- Société de distribution : General Film Company
- Pays d'origine :  États-Unis
- Langue : Anglais
- Format : Noir et blanc — 35 mm — 1,33:1 — Muet
- Genre : Film dramatique
- Durée : 8 minutes
- Date de sortie : 
  -  États-Unis : 12 avril 1912

## Distribution
- Charles Clary : John Peabody
- Edgar G. Wynn : George Peabody
- Kathlyn Williams : Winnifred
- Phillip Dressler
- Frank Weed
- Frank Maish
- Harry Deshon
- Helen Dubeck